# Natação nos Jogos Pan-Americanos de 2003 - 200 m peito feminino
O evento dos 200 m peito feminino nos Jogos Pan-Americanos de 2003 foi realizado em 13 de agosto de 2003.

## Medalhistas
| Ouro   | USA Alexi Spann     |
| Prata  | CAN Lisa Blackburn  |
| Bronze | CAN Kathleen Stoody |

## Recordes
| Recorde mundial       | Qi Hui (CHN) · Amanda Beard (USA) | 2:22.99 | 13 de abril de 2001 25 de julho de 2003 | Hangzhou Barcelona |
| Recorde pan-americano | Dorsey Tierney (USA)              | 2:28.69 | 13 de agosto de 1991                    | Havana             |

## Resultados
| Posição | Nadador                    | Eliminatórias | Eliminatórias | Final   |
| Posição | Nadador                    | Tempo         | Posição       | Tempo   |
| ------- | -------------------------- | ------------- | ------------- | ------- |
| 1       | Alexi Spann (USA)          | 2:30.94       | 1             | 2:29.76 |
| 2       | Lisa Blackburn (CAN)       | 2:33.60       | 3             | 2:31.52 |
| 3       | Kathleen Stoody (CAN)      | 2:34.19       | 4             | 2:31.93 |
| 4       | Melissa Klein (USA)        | 2:33.07       | 2             | 2:33.63 |
| 5       | Agustina de Giovanni (ARG) | 2:35.72       | 5             | 2:33.92 |
| 6       | Imaday Núñez (CUB)         | 2:36.80       | 7             | 2:34.10 |
| 7       | Adriana Marmolejo (MEX)    | 2:36.55       | 6             | 2:34.20 |
| 8       | Joanna Maranhão (BRA)      | 2:40.36       | 8             | 2:38.12 |
|         |                            |               |               |         |
| 9       | Shannon Duval (TRI)        | 2:43.83       | 10            | 2:41.56 |
| 10      | Patrícia Comini (BRA)      | 2:42.25       | 9             | 2:41.75 |
| 11      | Margoth Escalante (ESA)    | 2:47.09       | 12            | 2:44.87 |
| 12      | Alia Atkinson (JAM)        | 2:48.70       | 14            | 2:45.49 |
| 13      | Katerine Moreno (BOL)      | 2:48.15       | 13            | 2:45.68 |
| 14      | Maria Zenoni (DOM)         | 2:46.95       | 11            | 2:46.48 |
| 15      | Jamie Shufflebarger (ISV)  | 2:53.39       | 15            | 2:51.53 |